# Textos clars escollits
Un atac basant-se en textos clars escollits és un model d'atac per al criptoanàlisi que suposa que l'atacant tingui la capacitat d'escollir textos clars arbitraris per ser encriptats i obtenir el textos xifrats corresponents. L'objectiu de l'atac és guanyar informació complementària que redueixi la seguretat de l'esquema d'encriptació. En el pitjor cas, un atac de textos clars escollits podria mostrar la clau secreta de l'esquema.
Això sembla, a primera vista, un model poc realista; seria naturalment improbable que un atacant persuadeixi un criptògraf humà d'encriptar quantitats grans de textos clars triats per l'atacant. La criptografia moderna, d'altra banda, s'implementa en programari o maquinari i es fa servir per a una gamma diversa d'aplicacions; per a molts casos, un atac de textos clars escollits és sovint molt factible. Els atacs de textos clars escollits es tornen extremadament importants en el context de la criptografia de clau pública, on la clau d'encriptació és pública i els atacants poden encriptar qualsevol text clar que escullin.
Qualsevol xifratge que pugui evitar atacs de textos clars escollits també garanteix llavors ser segur contra textos clars coneguts i atacs fets únicament amb textos xifrats; per tant aquest és un enfocament conservador de seguretat.
Es poden distingir dues formes d'atac de textos clars escollits:
- Atac per textos clars escollits en lot, on el criptoanalista tria tots els textos clars abans que qualsevol d'ells s'encripti. Aquest és sovint el significat d'un ús inqualificat d'"atac per textos clars escollits".
- Atac per textos clars escollits adaptatiu, on el criptoanalista fa una sèrie de preguntes interactives, escollint subsegüents textos clars basats en la informació de les encriptacions prèvies.

La criptografia de clau pública no-aleatòria (determinista) és vulnerable a atacs de tipus "diccionari" simples, on l'atacant construeix una taula de missatges probables i els seus textos xifrats corresponents. Per trobar el text desxifrat d'algun text xifrat observat, l'atacant simplement busca el text xifrat a la taula. Com a resultat, les definicions de seguretat de sistemes de clau pública sota atac de textos clars escollits exigeixen encriptació probabilista. Els sistemes de criptografia simètrica convencionals, en els quals la mateixa clau es fa servir per xifrar i desxifrar un text, també poden ser vulnerables a altres formes d'atac de textos clars escollits, per exemple, el criptoanàlisi diferencial de xifres per bloc.
Una tècnica anomenada jardineria era usada pels criptoanalistes aliats en la Segona Guerra Mundial que resolien missatges encriptats amb la Màquina Enigma. La jardineria es pot veure com un atac de textos clars escollits.